# مفهوم شركة
مفهوم الشركة (Concept of the Corporation) (عام 1946) هو كتاب ألفه أستاذ علم الاجتماع والإدارة بيتر دراكر (Peter Drucker). ويشير الكثير من المحللين إلى أنه أول كتاب من نوعه.

## نظرة عامة
يُعد هذا الكتاب بمثابة دراسة متعمقة لعمليات شركة جنرال موتورز، وكيفية تأثير الشركات الكبيرة على المجتمع على نطاق واسع. وأشار جاك بيتي Jack Beatty كاتب سيرة «دراكر» إلى أن علاقة هذا الكتاب بالأعمال التجارية تشبه علاقة موبي ديك بالحيتان. “.
فعند كِتابة هذا الكتاب وإجراء الأبحاث عنه، حصل «دراكر» على تصريح بالاطلاع على موارد «جنرال موتورز»، وحصل على مرتب كامل، ورافق الرئيس التنفيذي للشركة ألفريد سلون لحضور الاجتماعات وتمتع بحرية كاملة للتجول في جميع أنحاء الشركة.
عكس تركيز «دراكر» الأوضاع الداخلية للشركة تمامًا. وعلى عكس المعاصرين له، ركز دراكر على ما حدث داخل الشركة وعلاقة ذلك بنجاح الشركة أو فشلها. ونتيجة لتعلقه بهذه المسألة، درس علم الإدارة ليكتشف أسرار ازدهار تلك الشركة على هذا النحو.
وحتى ذلك الحين، كان ينظر للإدارة على أنها تعمل دون مفكر: حيث يمكن للرئيس التنفيذي للشركة ببساطة، إعطاء الأوامر ويتبعها الآخرون. لكن «دراكر» كان مهتمًا بالتفاعلات البشرية داخل الشركة، وبشكل أكثر تحديدًا في كيفية مساهمة عناصر مثل هياكل السلطة والبيئات السياسية وتدفق المعلومات وصُنع القرار والاستقلال الإداري في النجاح. وكان قادرًا من خلال تحويل تركيزه، على تفسير أسرار تحقيق «جنرال موتورز» لمثل هذا النجاح.

## رد فعل «جنرال موتورز»
كانت شركة «جنرال موتورز» سعيدة جدًا بعمل «دراكر»، حتى نشر كتابه، مفهوم الشركة. حيث أشاد هذا الكتاب بشدة بتطوير «جنرال موتورز» للتقنيات والبرامج الإدارية والبنية التحتية. ولكن شركة «جنرال موتورز» فسرت مقترحات «دراكر» - التي طالب من خلالها بتحويل الشركة لنظام اللامركزية لكي تُصبح أكثر نجاحًا - فسرتها كخيانة من جانبه.؛ حيث كانت ردود فعلهم قوية جدًا ضد رؤيته للعمل، مما جعل «ألفريد سلون» في وقت لاحق يعتبر أن سيرته الذاتية، سنوات عملي مع جنرال موتورز (My Years with General Motors)، كرد على انتقادات «دراكر» وأنه يمثل الرد المنهجي المعادل لتأثير كتابه الإبداعي في مجال علم الإدارة؛ (الذي ازدهر كمجال للدراسات العليا في ذلك الوقت).
كان هذا غير متوقع تمامًا «لدراكر»: فقد وجد أن «جنرال موتورز» شركة عملاقة، حتى أنه كان يقارنها بحكومة الولايات المتحدة. حيث استخدم «دراكر» مصطلح «اللامركزية الفيدرالية» ليصفها، لأنه شَعَر أنه كان ينبغي على الشركة تقسيم الشركة إلى عدد من الشركات المستقلة. فمثلما فوضت الحكومة الأمريكية بعض السلطات لولاياتها، كان ينبغي على «جنرال موتورز» منح أقسامها المزيد من الاستقلالية. وقد يستغرق الأمر من «جنرال موتورز» عدة عقود للإنصات إلى هذه النصائح. ومن ثم، ساعد «دراكر» اليابانيين الذين اقتنعوا بأفكاره والشكل المقترح للمنظمات الهجينة، مما أدى إلى تقدمها على العديد من الشركات الأمريكية.

## وصلات خارجية
- Article about Concept of the Corporation by فاينانشال تايمز columnist John Kay (economist)